# Pattantyús brigád
A Pattantyús brigád (más néven Pattantyús műszaki brigád) öt gépészmérnökből álló munkaközösség a Győri Vagon- és Gépgyárban. A kutatók 1957-ben – megosztva – megkapták a Kossuth-díj III. fokozatát, az indoklás szerint „a Diesel-forgattyústengely zömítő-sajtoló eljárással történő [gyártástechnológiájának] kidolgozásáért, valamint számos jelentős technológiai feladat közös kidolgozásáért”.

## A brigád tagjai
1957-ben a Pattantyús-Ábrahám Gézáról elnevezett brigád tagja volt:
- Bors János (1913–1985) gépészmérnök, a vagongyár melegüzemének vezetője (Szocialista Munkáért Érdemérem, 1954)
- Kapuváry Jenő (1919–1995) gépészmérnök, a vagongyár szállítógépüzemének vezetője, a gyár főmérnöke, majd műszaki igazgatóhelyettese (Munka Érdemrend ezüst fokozata, 1969)
- Martói Lajos (1896–1974) gépészmérnök, a vagongyár főtechnológusa, majd főmérnöke (Munka Érdemérem, 1956)
- Pécsi Sándor (1921–1988) mérnök, a vagongyár központi szerszámüzemének vezetőhelyettese, majd a gyár főmérnöke (Munka Érdemérem, 1961; Szakma Kiváló Dolgozója, 1961, 1963, 1971)
- Rátz Sándor (1926–1995) gépészmérnök, a vagongyár motorszerkesztési osztályának vezetője, majd főosztályvezetője (Munka Érdemérem, 1954; Munka Érdemrend ezüst fokozata, 1969)

A brigád öt tagja között formálisan két Kossuth-díjat osztottak meg: Bors és Maróti, valamint Kapuváry, Pécsi és Rátz kapott megosztott díjat.
Nevükhöz fűződik a Ganz–Jendrassik-féle dízelmotorok forgattyús tengelye gyártástechnológiájában bevezetett zömítő-sajtoló (melegmegmunkáló) eljárás kidolgozása. Ezt a technológiát Magyarországon korábban nem alkalmazták.